# J. Robert Oppenheimer
 "Oppenheimer" omdirigeres hertil. For filmen, se Oppenheimer (film).
Julius Robert Oppenheimer (født 22. april 1904, død 18. februar 1967) var amerikansk teoretisk fysiker og fra 1943 til 1945 leder af Los Alamos laboratoriet, der under 2. verdenskrig udviklede den første atombombe.
Oppenheimer blev født i New York City som søn af jødiske tyske immigranter. Han opnåede en bachelorgrad i kemi fra Harvard University i 1925 og en PhD i fysik fra universitet i Göttingen i Tyskland i 1927. Efter forskerstillinger på andre institutioner blev han tilknyttet University of California, Berkeley, hvor han blev professor i 1936. Han foretog væsentlige bidrag til den teoretiske fysik, herunder væsentlige bidrag til forståelsen af kvantemekanik og kernefysik, heruner Born-Oppenheimer-approksimationen for molekylær bølgebevælgelse, arbejde med teorier om elektroner og positroner, Oppenheimer–Phillips processen ved kernefusion og den første forudsigelse af kvantemekanisk tunnelering. Med sine studerende foretog han bidrag til teorien om neutronstjerner og sorte huller, kvantefeltteori og sammenhængene i kosmisk stråling.
I 1942 blev Oppenheimer ansat til at arbejde ved Manhattan Project og han blev i 1943 udpeget som leder af Los Alamos Laboratory i New Mexico, der havde til opgave at udvikle det første kernevåben. Det lykkedes Oppenheimers team at udvikle verdens første atombombe, der blev detoneret ved Trinitytesten den 16. juli 1945. Måneden efter blev atombomber udviklet ved Los Alamos Laboratory bragt til sprængning ved atombomberne over Hiroshima og Nagasaki i Japan, hvorefter 2. verdenskrig blev bragt til afslutning. 
I 1947 blev Oppenheimer leder af Institute for Advanced Study i Princeton i New Jersey og formand for den indflydelsesrige General Advisory Committee ved den nyoprettede amerikanske Atomenergikommission. Han arbejdede for international kontrol med kernekraft, begrænsning af spredningen af atomvåben og et våbenkapløb med Sovjetunionen. Han var modstander af udviklingen af brintbomben under den amerikanske regerings debatter om dette emne i 1949–1950 og indtog en række synspunkter om militære spørgsmål, hvilket bragte irritation i dele af den amerikanske regering og militær. I årene under Mccarthyismen førte Oppenheimers holdninger, og hans tidligere kontakter til personer og organisationer knyttet til USA's kommunistiske parti (CPUSA), til en tilbagekaldelse af hans sikkerhedsgodkendelse i 1954. Han modtog i 1963 af præsident John F. Kennedy den prestigefyldte Enrico Fermi-pris som en markering af politisk rehabilitering. I 2022 erklærede den amerikanske regering officielt, at beslutningen i 1954 var truffet på et ukorrekt grundlag.